# Biathlon bei den Winterasienspielen 1986
Biathlon bei den Winterasienspielen 1986 in Sapporo wurde bei der ersten Austragung des Ereignisses für Männer in drei Rennen, Sprint, Einzel und mit der Staffel, durchgeführt. Dominierende Nation war Japan, deren Biathleten alle drei Titel gewannen.

## Sprint
| Rang | Biathlet     | Zeit | Fehler |
| ---- | ------------ | ---- | ------ |
| 1    | Kōichi Satō  |      |        |
| 2    | Liu Hongwang |      |        |
| 3    | Isao Yamase  |      |        |

## Einzel
| Rang | Biathlet     | Zeit | Fehler |
| ---- | ------------ | ---- | ------ |
| 1    | Isao Yamase  |      |        |
| 2    | Kōichi Satō  |      |        |
| 3    | Liu Hongwang |      |        |

## Staffel
| Rang | Team                | Biathleten | Zeit | Fehler |
| ---- | ------------------- | ---------- | ---- | ------ |
| 1    | Japan               |            |      |        |
| 2    | Volksrepublik China |            |      |        |
| 3    | Südkorea            |            |      |        |